# Асинай и Анилай
Асинай и Анилай (лат. Asinaeus и Anilaeus) — еврейские братья-разбойники, жившие в I веке нашей эры в вавилонском городе Негардее. В первой трети I века образовали разбойничью шайку и наводили страх на вавилонских евреев, основав недалеко от города нечто вроде разбойничьего поселения, которое сохраняло свою независимость в течение 60 лет.

## Подробнее
Мать-вдова отдала их в учение к ткачу, которого братья, однако, вскоре убили за жестокое с ними обращение. Боясь наказания, они бежали затем в болотистые низины y Евфрата, где к ним присоединился разный сброд. Образовав огромную шайку разбойников, братья занялись грабежами проезжих торговцев, наложили дань на окрестных пастухов и вскоре настолько усилились, что основали собственную маленькую республику, наводившую трепет не только на вавилонских евреев, но и на парфянского царя Артабана III (12—38 годы I века). Последний предпринял в 32 году поход против существовавшей уже пятнадцатый год республики, но неудачно. Поражённый отчаянной храбростью братьев, Артабан заключил с ними союз и даже поручил им охрану вавилонской границы. Однако войны с парфянскими полководцами и насилия над зятем Артабана, Митридатом, подвергшимся позорному поражению со стороны Анилая, a затем, в свою очередь, разбившего его, положили предел хозяйничанью братьев-разбойников.
Смерть братьев не лишена романтизма: Асинай погиб от отравы, поданной ему женой брата, Анилай пал по проискам жены Митридата.